# Force majeure
Pour les articles homonymes, voir Force majeure (homonymie).
Un cas dit de force majeure est un événement exceptionnel auquel on ne peut faire face.
En droit, les conditions de la force majeure évoluent au gré de la jurisprudence et de la doctrine. Traditionnellement, l'événement doit être « imprévisible, irrésistible et extérieur » pour constituer un cas de force majeure. Cette conception classique est cependant remise en cause.
La force majeure permet une exonération de la responsabilité, c'est-à-dire qu'on écarte la responsabilité qui aurait normalement dû être retenue au vu de la règle de droit applicable, en invoquant les circonstances exceptionnelles qui entourent l'événement.
Elle s'applique aux domaines de la responsabilité contractuelle, délictuelle et quasi-délictuelle, aussi bien en droit privé qu'en droit public.

## Droit par État

### Droit français

#### L'exonération de responsabilité, raison d'être de la force majeure
La force majeure est un cas d'exonération de la responsabilité. Antérieurement à la réforme du droit des contrats de 2016, l'article 1148 du Code civil disposait qu' "Il n'y a lieu à aucuns dommages et intérêts lorsque, par suite d'une force majeure ou d'un cas fortuit, le débiteur a été empêché de donner ou de faire ce à quoi il était obligé, ou a fait ce qui lui était interdit".
À présent, le Code civil énonce en son article 1218 qu' "Il y a force majeure en matière contractuelle lorsqu'un événement échappant au contrôle du débiteur, qui ne pouvait être raisonnablement prévu lors de la conclusion du contrat et dont les effets ne peuvent être évités par des mesures appropriées, empêche l'exécution de son obligation par le débiteur".
La réforme consacre ainsi deux des trois critères traditionnels que sont l'imprévisibilité et l'irrésistibilité mais n'exige pas que l'événement soit extérieur.
En présence de circonstances exceptionnelles, l'application classique de la règle de droit doit être modifiée, pour ne pas conduire à un résultat injuste : c'est la raison d'être de la force majeure, qui s'approche ainsi de l'équité.
La force majeure est un principe général du droit français. En tant que notion de droit, son appréciation relève du contrôle de la Cour de cassation, sous réserve des constatations souveraines des juges du fond.
Son application est large : droit public et droit privé, responsabilité contractuelle et délictuelle. Elle est particulièrement invoquée en droit du travail, concernant les ruptures de contrat de travail et de même en droit des baux (bail commercial, bail d'habitation) pour les sinistres et les résiliations par jeu de la clause résolutoire.

#### Les critères « classiques » de la force majeure
La théorie classique définit la force majeure par trois critères, évalués de manière cumulative : l'extériorité, l'imprévisibilité et l'irrésistibilité.
- Extériorité : l'événement est extérieur à la personne mise en cause.

- Imprévisibilité (dans la survenance de l'événement) : on considère que si un événement est prédit, on pourra prendre les mesures appropriées pour éviter ou limiter le préjudice.

- Irrésistibilité (dans ses effets) : elle indique que l'événement est insurmontable, celui-ci n'est ni un simple empêchement ni une difficulté accrue (à honorer un contrat par exemple).

Un débat doctrinal entoure la notion de force majeure, remettant en cause la pertinence de la définition classique de la force majeure. Un seul des trois critères est mis en avant, les deux autres étant considérés comme de simples indices non indispensables.

### Droit québécois (Canada)
En droit québécois, la force majeure est décrite à l'article 1470 du Code civil du Québec en matière de responsabilité civile : 

« Toute personne peut se dégager de sa responsabilité pour le préjudice causé à autrui si elle prouve que le préjudice résulte d’une force majeure, à moins qu’elle ne se soit engagée à le réparer.
La force majeure est un événement imprévisible et irrésistible; y est assimilée la cause étrangère qui présente ces mêmes caractères. »

En droit des obligations, l'article 1693 C.c.Q. nomme également la force majeure : 

« Lorsqu’une obligation ne peut plus être exécutée par le débiteur, en raison d’une force majeure et avant qu’il soit en demeure, il est libéré de cette obligation; il en est également libéré, lors même qu’il était en demeure, lorsque le créancier n’aurait pu, de toute façon, bénéficier de l’exécution de l’obligation en raison de cette force majeure; à moins que, dans l’un et l’autre cas, le débiteur ne se soit expressément chargé des cas de force majeure.
La preuve d’une force majeure incombe au débiteur »

Outre ces deux dispositions d'application générale, la force majeure est mentionnée dans plusieurs autres articles du Code civil qui traitent de situations particulières où une personne peut se dégager de sa responsabilité en invoquant cette notion.

## La force majeure en droit international
Il s’agit d’une norme inscrite dans la Convention de Vienne sur le droit des traités de 1969, ainsi que dans de nombreuses législations nationales, principalement en matière de contrat. Elle fait également partie du droit international coutumier.
La Commission du droit international de l'ONU (CDI) la définit ainsi : « L'impossibilité d'agir légalement [...] est la situation dans laquelle un événement imprévu et extérieur à la volonté de celui qui l'invoque, le met dans l'incapacité absolue de respecter son obligation internationale en vertu du principe selon lequel à l'impossible nul n'est tenu ».
En matière de dette, un État peut invoquer la force majeure pour en suspendre le paiement. Le Comité préparatoire de la Conférence pour la codification (La Haye, 1930) admet l'applicabilité de l'argument de la force majeure à la dette. Selon ce Comité, « la responsabilité de l'État se trouve engagée si, par une disposition législative [...] il en suspend ou modifie le service total ou partiel [de la dette], à moins d'y être contraint par des nécessités financières ».
La jurisprudence internationale reconnaît également cet argument qui légitime la suspension du paiement de la dette à l'égard de créanciers tant privés que publics (Banque mondiale, FMI, États, etc.). Parmi les jugements qui ont reconnu l'applicabilité de la force majeure aux relations financières, citons l'« Affaire des indemnités russes » qui opposait la Turquie à la Russie tsariste (la Turquie avait traversé une grave crise financière entre 1889 et 1912 qui l'a rendue incapable d'honorer ses remboursements): la Cour permanente d'arbitrage a reconnu le bien-fondé de l'argument de force majeure présenté par le gouvernement turc en précisant que « le droit international doit s’adapter aux nécessités politiques ».
En principe, la force majeure a un caractère temporaire. Néanmoins, la CDI a reconnu que l'obligation financière devient définitivement impossible à remplir si la cause qui l'a provoquée se prolonge indéfiniment. Dès lors, la suspension pourrait se traduire par une annulation de la dette. Par le décret du 28 janvier 1918, le Gouvernement soviétique s'est par exemple fondé sur la force majeure pour signifier que « tous les prêts étrangers sont annulés inconditionnellement et sans aucune exception ».